# الشياطين الثلاثة (فلم)
الشياطين الثلاثة هو فيلم مصري عرض عام 1964، بطولة رشدي أباظة وأحمد رمزي وحسن يوسف، ومن إخراج حسام الدين مصطفى.

## قصة الفيلم
يقرر كل من (سعداوي) و (فتوح) و (عزب)، المساجين بسجن أبو زعبل عقب قضائهم لفترة عقوبتهم أن يتوبوا عن حياة الجريمة، وبعد خروجهم من السجن، يصطحب عزب أصدقاءه متوجهين إلى المعلم (عبد الرازق) تاجر السمك لكي يطالب باسترداد سيارته النقل التي تركها لديه خلال سجنه، فيرفض عبد الرازق ويأمر رجاله بالاعتداء عليه، ثم يتعرف الأصدقاء الثلاثة على المعلمة (حميدة) التي تمتلك مركب صيد في السويس، والتي تعادي المعلم عبد الرازق، فيقررون التعاون مع المعلمة حميدة، ولكن يتكشف أمامهم لاحقًا ما لم يكن واضحًا لهم.

## طاقم التمثيل
- رشدي أباظة: (سعداوي)
- أحمد رمزي:(عزب)
- حسن يوسف: (فتوح)
- برلنتي عبد الحميد: (حمدية)
- نوال أبو الفتوح: (زينب)
- عبد العليم خطاب: (المعلم عبد الرزاق)
- محمد صبيح: (الريس مدبولي)
- حسين إسماعيل: (المعلم وهدان)
- سامي طموم: (ضابط المباحث)
- أحمد مرسي: (مرسي عصابة)
- محمد الطوخي
- منصور جابر: (مدير الأمن)
- عبد المجيد نصر: (والد زينب)
- نصر سيف: (سمعة)
- صالح الإسكندراني: (حنفي الصياد)

## فريق العمل
- إخراج: حسام الدين مصطفى
- قصة: لوسيان لامبير
- سيناريو وحوار: بهجت قمر، كامل عبد السلام
- مدير التصوير: عادل عبد العظيم
- مونتاج: فكري رستم
- إنتاج: أفلام الاتحاد (عباس حلمي)
- توزيع: دولار فيلم

## وصلات خارجية
- مقالات تستعمل روابط فنية بلا صلة مع ويكي بيانات